# Oona (Disney)
Oona est un personnage de l'univers de Donald Duck est un personnage de fiction de l'univers des canards créé en 1995 par l'auteur suédois Stefan Printz-Påhlson et son épouse Unn et dessinée la première fois par le chilien Vicar. 

## Histoire
Quand Géo Trouvetou a fait un voyage dans le temps dans l'époque de la préhistoire, Oona la fille des cavernes reste coincée dans la machine et se retrouve dans le présent. Par la suite, elle apprend à vivre au XXIe siècle avec Donald. Elle tombe amoureuse de ce dernier et l'appelle "Donald chéri" ou "Canard chéri", bien que Donald ne l'aime pas.

## Apparition en bandes dessinées
Depuis 1995, Oona est apparue dans 40 histoires dont la majorité est une production danoise d'après le site INDUCKS. Environ 24 ont été publiées en France (en octobre 2022).
Elle apparaît pour la première fois dans l'histoire La princesse Oona (Princess Oona) le 20 novembre 1995. Elle est apparue pour la première fois en France en 1997 dans Le Journal de Mickey.